# Detroits Mauer

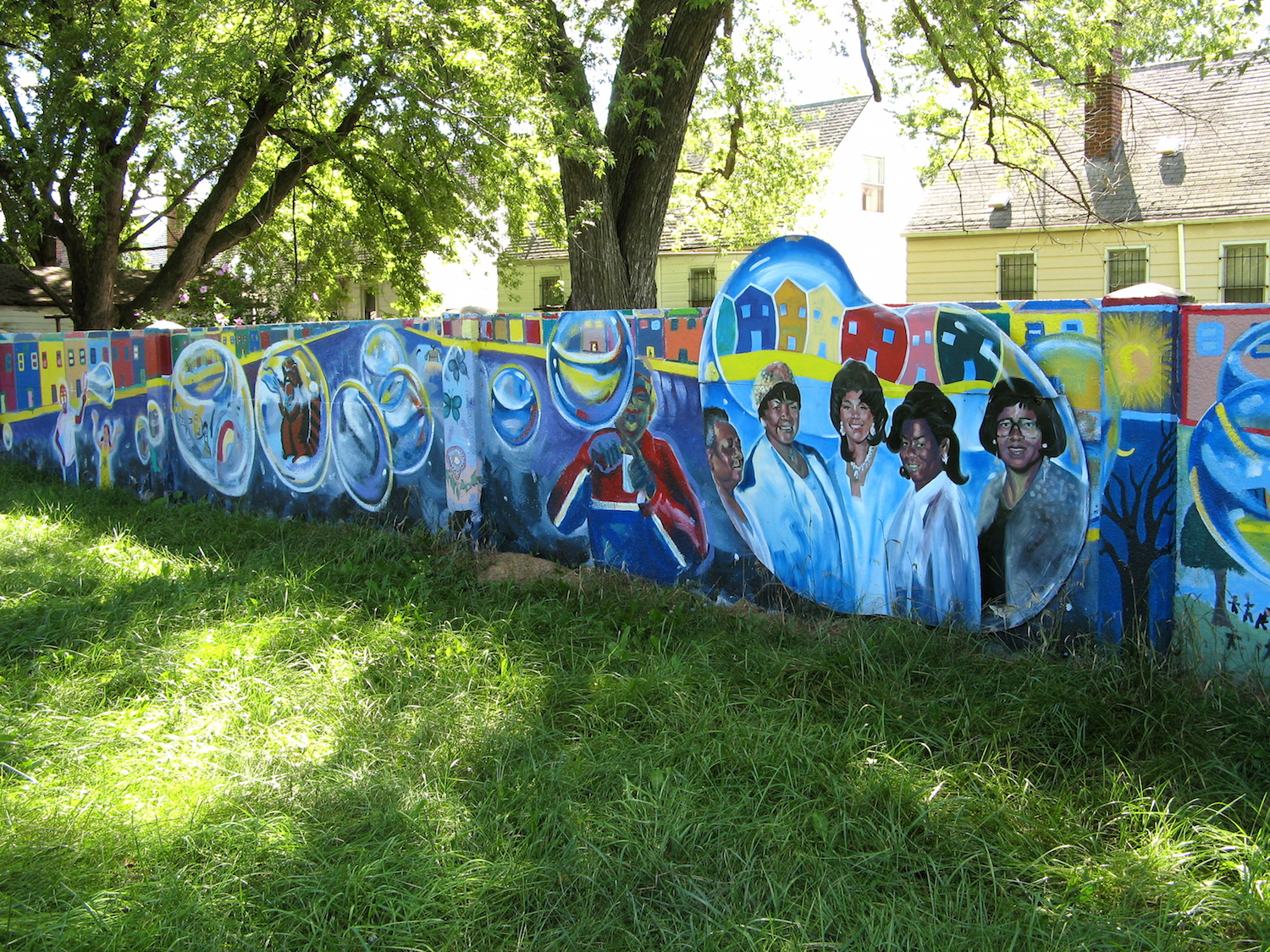
Detroits Mauer (2011)

Detroits Mauer (englisch The Wall) ist eine kleine, unauffällige Mauer in einem Detroiter Wohnbezirk mit dem Hintergrund der Rassentrennung (residential segregation by race).

## Beschreibung
Heute wird die Mauer in Detroit manchmal Mini Berlin Wall oder auch Wailing Wall (Klagemauer) genannt, doch die meisten Anwohner wissen von ihrer eigentlichen Entstehungsgeschichte nicht mehr viel. Die Mauer wurde 1940 gebaut und verläuft südlich der Eight Mile und nahe dem Joe Luis Park, zwischen Mendota und Birdwood Street.
Das Gebiet östlich der Mauer bestand ursprünglich aus einer provisorischen Siedlung schwarzer Einwanderer, die in den 20er Jahren das damals noch sehr naturbelassene Land dem Stadtleben vorgezogen haben. Als 1940 in direkter Nachbarschaft eine Neubausiedlung für weiße Eigentümer gebaut werden sollte, waren die staatlichen Fördermittel hierfür nur durch den Mauerbau zu erwirken.

## Fördermittel
Diese Bedingung wurde offiziell von der Federal Housing Administration gestellt, eine Agentur des US-Staates, die 1934 in Zusammenhang mit dem National Housing Act gegründet worden war. Ziel der FHA ist, einen adäquaten Wohnstandard unter realistischen Konditionen zu ermöglichen und das Eigenheim, sowie die Baubranche zu fördern. Das System sichert den Grundkredit und stabilisiert dadurch auch den Finanzmarkt. Vergabe und Handhabung dieser Fördermittel überlässt die FHA weitestgehend der Lokalpolitik.

## Residential Segregation by Race
Das Phänomen der getrennten Wohnbezirke nach ethnischer Zugehörigkeit sei ein typisches Zeichen für das ungelöste Problem der Fremdenfeindlichkeit in den USA, so der Historiker Thomas J. Sugrue. Häufig sei dies in den nördlichen Städten des Landes anzutreffen und sowohl politisch zu begründen als auch mit dem Schüren von Ängsten vor Integration der Einwanderer durch Immobilienmakler zu erklären. Zwischen den 1940er und den 1960er Jahren habe es auffallend viele Übergriffe auf Einwandererfamilien gegeben, die in ein rein weißes Wohnquartier umziehen wollten. Die staatliche Unterstützung von Einfamilienhäusern sei zwar ein liberaler Versuch innerhalb des New Deals jedem amerikanischen Bürger ein Heim zu sichern, aber die Vergabe der Unterstützungen habe in den 1940er Jahren in Detroit in den Händen der republikanischen Lokalpolitik gelegen, welche wiederum dafür gesorgt hat, die weißen Wohnbezirke weiß zu halten. Sinngemäß dazu wurden staatlich finanzierte, soziale Wohnbauprojekte ins Leben gerufen, die ausschließlich für Afroamerikaner vorgesehen waren. Das größte Beispiel hierfür ist in Detroit das Brewster-Douglass Housing Project von 1933.

## Gegenwart
Heute leben sowohl östlich als auch westlich der mehr und mehr zuwachsenden Mauer fast ausschließlich Schwarze. Die Grenzen haben sich weiter Richtung stadtauswärts bewegt, so dient beispielsweise die mehrspurige Eight Mile als ein trennendes Element zwischen den eher weißen Vororten der Mittelschicht und der Stadt Detroit mit über 80 % afroamerikanischen Einwohnern.